# Киевский марафон

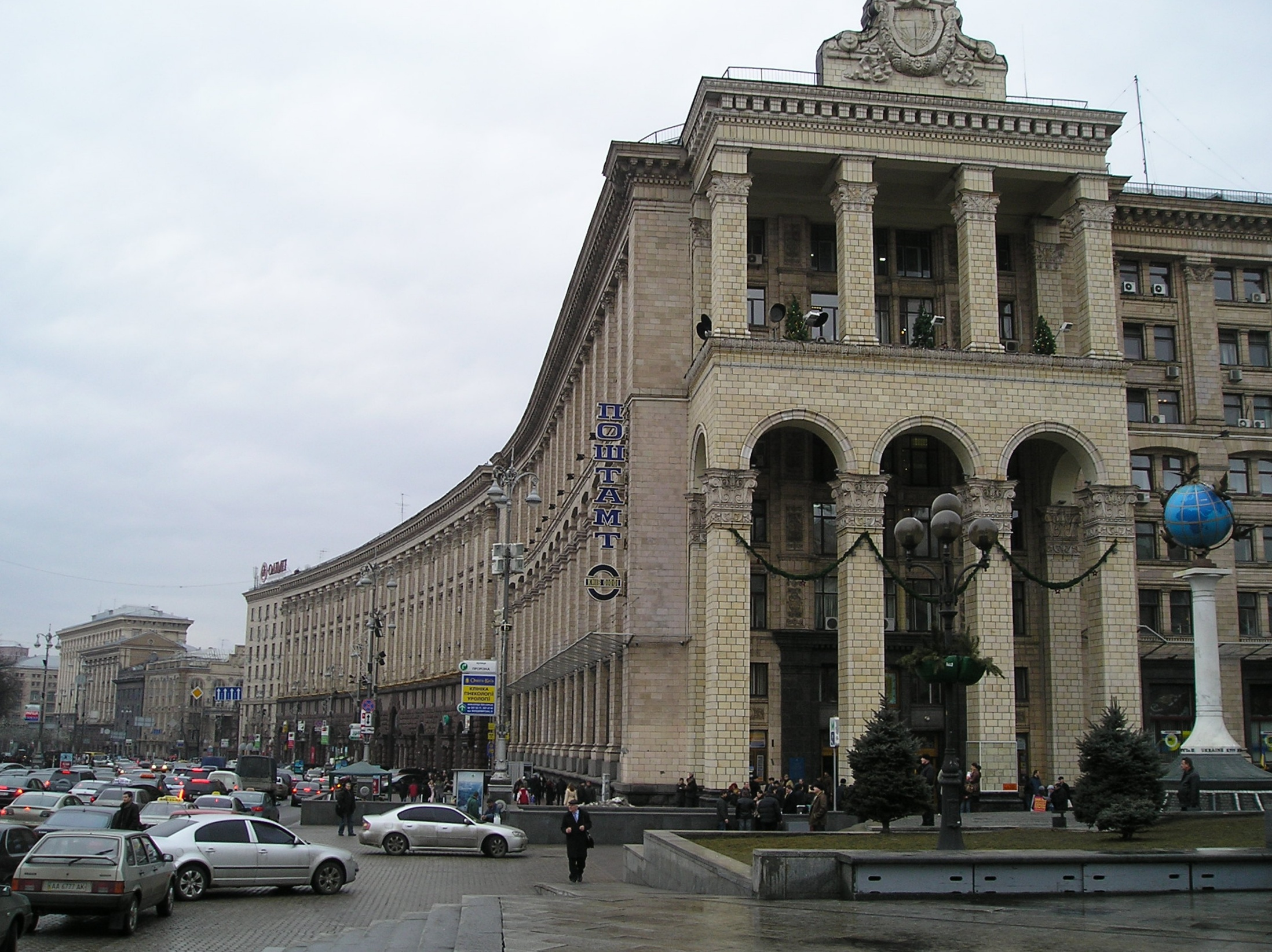
Ул. Крещатик — здесь даётся старт и проходит часть трассы Киевского марафона

Ки́евский марафо́н (укр. Київський марафон) или Wizz Air Kyiv City Marathon — международный марафон, который ежегодно проходит в Киеве. В соревнованиях по бегу участвуют как профессиональные спортсмены, так и любители и просто поклонники этой легкоатлетической дисциплины. Первый забег состоялся 16 октября 2010 года. Тогда на первый старт марафона вышли 546 участников из 13 стран, из которых в классическом марафоне (42,195 км) приняли участие 144 бегуна.
Уже в 2011 году второй по счёту Киевский марафон собрал более 1000 участников из 33 стран, марафонскую дистанцию преодолели 315 спортсменов. В третьем Киевском марафоне, который состоялся 6 мая 2012 года, приняли участие 1336 участников из 28 стран, 250 спортсменов вышли на марафонскую дистанцию. В четвёртом Киевском марафоне приняли участие 1693 участника из 33 стран, а преодолеть марафонскую дистанцию вышел 451 спортсмен.
Трасса Киевского международного марафона прошла сертификацию AIMS и IAAF, то есть атлеты смогут устанавливать рекорды Европы и мира.

## 2010
Первый Киевский марафон состоялся в столице Украины 16 октября в 2010 года. В рамках соревнований был дан одновременный старт на такие дистанции:
«Классический марафон» (42 км 195 м)
«Уличный забег» (10 км)
«Владимирская горка» (1609 м).
Первый Киевский Марафон прошёл под патронатом Министерства Украины по делам семьи, молодежи и спорта, Киевской городской государственной администрации, и Национального олимпийского комитета Украины. Главным организатором стала компания SMI. На старт всех трёх дистанций вышли около 500 участников c Украины, из России, Белоруссии, Франции и Кении.
Лучшими на дистанции 42 км 195 м были:
среди мужчин
1. Владимир Горбань (2:26.36)
2. Вячеслав Приходько (2:27.36)
3. Дмитрий Пожевилов (2:29.31)

среди женщин
1. Людмила Шелест (3:09.17)
2. Виктория Бондаренко (3:34.28)
3. Надежда Тарасова (3:48.37)

Победители на дистанции 10 км:
среди мужчин
Вадим Слободенюк (00:30:04)
среди женщин
Татьяна Биловол (00:37:07)

## 2011
В 2011 году марафон состоялся 18 сентября, а 8 мая 2011 прошёл Киевский полумарафон.
Лучшими на дистанции 42 км 195 м были:
среди мужчин
Владимир Горбань (2:27:26)
Вячеслав Приходько (2:28:55)
Виктор Роговой (2:32:10)
среди женщин
Татьяна Иванова (2:46:39)
Анна Пешкова (3:04:20)
Яна Хмелева (3:15:34)
Победители на дистанции 10 км:
среди мужчин
Сергей Рыбак (0:30:36)
Александр Юлинський (0:30:40)
Руслан Печников (0:30:58)
среди женщин
Илона Барванова (0:37:02)
Анастасия Примак (0:37:07)
Евгения Гальцов (0:44:41)

## 2012
В 2012 году состоялись старты:
6 мая 2012 года: 3-й Киевский марафон (посвящённый Дню Победы)
24 августа 2012 года: 1-й Киевский мини-марафон (посвящённый Дню Независимости Украины)
16 сентября 2012 года: 2-й Киевский полумарафон (посвящённый Дню физкультуры)

## 2014
Состоялся 27 апреля 2014. Приняло участие 3313 человек.

## 2015
Мероприятие объединило 3800 спортсменов из 34 стран мира. Победителями главного забега стали Евгений Глыва и Яна Куликова.
Победители на дистанции 42,095 км
Среди мужчин:
Евгений Глыва (2:32:39)
среди женщин
Яна Куликова (3:33:27)
Победители на дистанции 10 км
среди мужчин
Николай Нижник (31.42)
среди женщин
Юлия Мороз (39 34)
Победители на дистанции 5 км
среди женщин
Ольга Яроцкая (18:46)
среди мужчин
Василий Беца (16:42)

## 2016
Более 6600 спортсменов и любителей из 50 стран мира вышли в воскресенье на старты своих дистанций. Маршрут марафонской дистанции в один круг проходил по центру Киева. Он начинался с Крещатика, далее участники бежали мимо Киево-Печерской Лавры, музея Великой Отечественной войны, Михайловского собора и других живописных мест Киева.
В программе марафона 5 забегов различной дистанции для взрослых от 2 до 42,195 км. Специально для детей предусмотрены три дистанции: 100 м, 500 м, 1000 м, участие в них бесплатное, но предварительная регистрация была обязательна.
Особое внимание было уделено медицинскому допуску спортсменов на дистанции в 42,195 км и 21,0975 км. Допуск к старту получали бегуны, которые прошли медицинское тестирование в специализированных спортивных центрах.
В течение трёх дней будо задействовано около 740 волонтеров, из них 603 в день мероприятия, 341 маршалов на трассе. Медицинское сопровождение состояло из 22 реанимационных бригад, 40 волонтёров Красного Креста, 6 медицинских бригад MotoHelp и 16 волонтеров Мальтийского Креста. На трассе маршрута организаторы разместили 13 пунктов гидратации.
К бегового празднику присоединились и известные персоны: посол Франции на Украине Изабель Дюпон, народный депутат Егор Соболев с женой Марией Падалко, солист группы СКАЙ Олег Собчук, телеведущие Людмила Барбир, Валентина Хомайко, Лидия Таран, Анатолий Анатолич.
Киевский марафон из 5 беговых мероприятий серии Run Ukraine Running League
Победители на дистанции 42,095 км
Среди мужчин:
1. Олег Лещишин (2:31:10)
2. Артем Поддубный (2:31:19)
3. Евгений Вешенка (2:33:18)

Среди женщин:
1. Юлия Байрамова (3:01:11)
2. Олена Федорова (3:04:54)
3. Ольга Донченко (3:05:28)

Победители на дистанции 21,0975 км
Среди мужчин:
1. Сергей Марчук (1:14:31)
2. Олександр Свитенков (1:07:03)
3. Вячеслав Зубков (1:20:50)

Среди женщин:
1. Ольга Дегтяренко (1:32:18)
2. Ганна Волкова (1:37:16)
3. Олена Сумина (1:37:43)

Победители на дистанции 10 км
Среди мужчин:
1. Александр Волошиц (38:15)
2. Евген Королев (39:20)
3. Руслан Клименко (40:09)

Среди женщин:
1. Снежана Рыбак (42:09)
2. Лара Грубень (42:22)
3. Ганна Калиниченко (42:33)

Победители на дистанции 5 км
Среди мужчин:
1. Леонид Раец (17:08)
2. Олег Цыбин (17:10)
3. Леонид Шелест (17:12)

Среди женщин:
1. Татьяна Забожчук (20:08)
2. Олександра Азарова (20:22)
3. Анна Иващюк (21:25)

В 2020 году Киевский марафон состоялся онлайн из-за пандемии коронавируса.